# North Foreland Lodge
North Foreland Lodge était une importante école privée pour jeunes filles originellement située à North Foreland, dans le Kent, au Royaume-Uni.
Fondée en 1909 par Miss Mary Wolseley-Lewis, l'école déménage ses locaux au moment de la Seconde Guerre mondiale. Après quelques années d'errance, elle s'installe, en 1947, à Sherfield Manor, à Sherfield on Loddon, dans le Hampshire. Au début des années 2000, l'école connaît d'importantes difficultés financières et elle est rachetée par Gordonstoun School en 2002. Cependant, le site de North Foreland Lodge est finalement fermé l'année suivante avant d'être racheté, en 2004, par une chaîne de supermarchés.
Tout au long de son histoire, l'école a accueilli de nombreuses personnalités, parmi lesquelles on peut citer Catherine de Grèce, Frederika de Hanovre, Margrethe II de Danemark ou Sarah Churchill.